# DYNLL1
DYNLL1 (англ. Dynein light chain LC8-type 1) – білок, який кодується однойменним геном, розташованим у людей на короткому плечі 12-ї хромосоми. Довжина поліпептидного ланцюга білка становить 89 амінокислот, а молекулярна маса — 10 366.
| 10         |  | 20         |  | 30         |  | 40         |  | 50         |
| ---------- |  | ---------- |  | ---------- |  | ---------- |  | ---------- |
| MCDRKAVIKN |  | ADMSEEMQQD |  | SVECATQALE |  | KYNIEKDIAA |  | HIKKEFDKKY |
| NPTWHCIVGR |  | NFGSYVTHET |  | KHFIYFYLGQ |  | VAILLFKSG  |  |            |

A: Аланін

C: Цистеїн

D: Аспарагінова кислота

E: Глутамінова кислота

F: Фенілаланін

G: Гліцин

H: Гістидин

I: Ізолейцин

K: Лізин

L: Лейцин

M: Метіонін

N: Аспарагін

P: Пролін

Q: Глутамін

R: Аргінін

S: Серин

T: Треонін

V: Валін

W: Триптофан

Кодований геном білок за функціями належить до білкових моторів, активаторів, фосфопротеїнів. 
Задіяний у таких біологічних процесах, як апоптоз, взаємодія хазяїн-вірус, транскрипція, регуляція транскрипції, транспорт, ацетилювання. 
Локалізований у цитоплазмі, цитоскелеті, ядрі, мітохондрії.